# Guy Le Moal
Pour les articles homonymes, voir Le Moal.
Guy Le Moal est un ethnologue français, réalisateur et photographe, né le 6 octobre 1924 à Paris, mort le 4 décembre 2010. Spécialiste des Bobos de Haute-Volta, il fut chargé de recherche retraité du CNRS, docteur d'État[réf. nécessaire]. 

## Parcours
Guy Le Moal commence sa formation d'ethnologue au Centre de formation aux recherches ethnologiques, où il obtient son diplôme en 1948. Au sein de l'Institut français d'Afrique noire, il travaille au Centre Sénégal-Mauritanie avant de participer à la construction d'un nouvel établissement de recherches à Ouagadougou, ancêtre du Centre voltaïque de la recherche scientifique. Il rejoint l'ORSTOM en 1957 et travaille au sein du laboratoire Systèmes de pensée en Afrique noire, rattaché au CNRS, à partir de 1963. Il consacre la majeure partie de ses recherches à l'ethnie bobo et sa thèse d'État, soutenue en 1977, porte sur la fonction des masques au sein de ce groupe social.

## Publications

### Ouvrages
- 1980 ; Les Bobo : nature et fonction des masques, 535 p., Présentation en ligne
- 2008 ; Masques bobo : vie, forme et couleurs, Biro éditeur,IRD,  Musée royal de l'Afrique centrale, 126 p.

### Sélection d'articles
- 1960 : « Les habitations semi-souterraines en Afrique de l’Ouest (Haute-Volta) », Journal de la Société des Africanistes, TXXX, 2, p. 93–203
- 1982 : « Vestiges préhistoriques du pays Bobo ». Cahiers de l’ORSTOM, B, XVIII, 1, p. 255–259
- 1989 : « Les voies de la rupture : veuves et orphelins face aux tâches du deuil dans le rituel funéraire bobo (Burkina Faso) (première partie) », Systèmes de pensée en Afrique noire, 9 | 1989, 11-32. Lire en ligne